# مگومی کادونوسونو
مگومی کادونوسونو (انگلیسی: Megumi Kadonosono؛ زادهٔ ۲۸ آوریل ۱۹۷۰) کارگردان فیلم، و پویانما اهل ژاپن است.